# Vela, Dolj
Vela là một xã thuộc hạt Dolj, România. Dân số thời điểm năm 2002 là 2237 người.